# 4211-es mellékút (Magyarország)
A 4211-es számú mellékút egy közel 20 kilométer hosszú, négy számjegyű országos közút Hajdú-Bihar vármegye déli részén, Szerep községet köti össze egyrészt Püspökladány városával, másrészt Sárrétudvari térségével.

## Nyomvonala
Püspökladány központjában ágazik ki a 42-es főútból, annak 3,950-es kilométerszelvénye táján, délnyugat felé; ugyanitt ágazik ki az ellenkező irányban, északkelet felé a 34 311-es számú mellékút, a Budapest–Záhony-vasútvonal Püspökladány vasútállomására. Kezdeti szakasza a Kossuth Lajos utca nevet viseli, később egy irányváltás után a Kálvin tér, majd egy újabb nagy kanyar után a Csokonai utca nevet veszi fel. Nagyjából a 800-as méterszelvényétől Erős Lajos utca néven húzódik a város déli széléig, amit majdnem pontosan az 1. kilométerénél ér el. A város külterületei között délnek, majd 5,6 kilométer után délnyugatnak fordul, 7,3 kilométer után keresztezi a Békéscsaba–Kötegyán–Vésztő–Püspökladány-vasútvonal vágányait, ugyanott elhalad a jelenleg üzemen kívül lévő Ürmöshát megállóhely mellett.
9,4 kilométer után éri el Szerep határát, amit a vasúttal párhuzamosan haladva szel át, de bő egy kilométerrel arrébb, amint elérik Hosszúhát településrész szélét, újra különválnak: a vágányok csak a lakott terület északi peremén húzódnak tovább, míg az út végigkanyarog Hosszúháton. Közben kiágazik belőle a 42 313-as számú mellékút, ezen érhető el a vasút Hosszúhát megállóhelye. Szerep község belterületét 14,7 kilométer után éri el az út, ott keleti irányban haladva és a Kossuth utca nevet felvéve, majd a belterület keleti szélénél északnak kanyarodik, onnan Nagy utca lesz a neve. A 16,350-es kilométerszelvénye táján újra keresztezi a vasutat, Szerep megállóhely térségének keleti végében – ezt a megállót a 42 314-es számú mellékút szolgálja ki, amely még a keresztezés előtt ágazik ki az útból nyugat felé –, majd északkeleti irányba fordul és átlép Sárrétudvari területére. Utolsó kilométerét e község belterületén teljesíti, Feszty utca néven, így is ér véget, beletorkollva a 4212-es útba, annak a 6,700-as kilométerszelvénye táján.
Teljes hossza, az országos közutak térképes nyilvántartását szolgáló kira.gov.hu adatbázisa szerint 19,569 kilométer.

## Települések az út mentén
- Püspökladány
- Szerep
- Sárrétudvari

## Története
A Kartográfiai Vállalat által 1989-ben kiadott Magyarország autóatlasza az utat Püspökladány és Szerep között "egyéb pormentes út" jelöléssel tünteti fel, Szerep és Sárrétudvari közti szakaszánál viszont már csak nem pormentes útra utaló jelölés látható.